# Jens Peters
Jens Peters es un deportista alemán que compitió en vela en la clase Star. Ganó dos medallas de plata en el Campeonato Europeo de Star entre los años 1997 y 1999.

## Palmarés internacional
| \| Campeonato Europeo \| Campeonato Europeo \| Campeonato Europeo \| Campeonato Europeo \| \| Año \| Lugar \| Medalla \| Clase \| \| ------------------ \| -------------------- \| ------------------ \| ------------------ \| \| 1997 \| Varberg (Suecia) \| Medalla de plata \| Star \| \| 1999 \| Helsinki (Finlandia) \| Medalla de plata \| Star \| |                      |                  |       |
| Campeonato Europeo |                      |                  |       |
| Año | Lugar                | Medalla          | Clase |
| 1997 | Varberg (Suecia)     | Medalla de plata | Star  |
| 1999 | Helsinki (Finlandia) | Medalla de plata | Star  |